# Scleroderris
Scleroderris is een geslacht van schimmels behorend tot de familie Godroniaceae.

## Soorten
Volgens Index Fungorum telt dit geslacht 28 soorten (peildatum maart 2022):
| Soortnaam                  | Auteur(s)                   | Publicatiejaar |
| -------------------------- | --------------------------- | -------------- |
| Scleroderris amphiboloides | (Nyl.) Sacc.                | 1889           |
| Scleroderris arundinariae  | G.F. Atk.                   | 1897           |
| Scleroderris betulae       | (Fr.) Tranzschel            | 1914           |
| Scleroderris betulina      | (Peck) Sacc.                | 1889           |
| Scleroderris coerulea      | Pat.                        | 1895           |
| Scleroderris concinna      | (Berk. & M.A. Curtis) Sacc. | 1889           |
| Scleroderris congesta      | (Massee) Sacc.              | 1892           |
| Scleroderris crypta        | (Cooke) Sacc.               | 1889           |
| Scleroderris equisetina    | Feltgen                     | 1901           |
| Scleroderris eucalypti     | (Cooke & Harkn.) Sacc.      | 1889           |
| Scleroderris fagi          | (W. Phillips) Massee        | 1895           |
| Scleroderris gigaspora     | Massee                      | 1910           |
| Scleroderris hypopodiza    | (Nyl.) Sacc.                | 1889           |
| Scleroderris orientalis    | Ellis & Everh.              | 1894           |
| Scleroderris padi          | Rostr.                      | 1904           |
| Scleroderris pinastri      | Höhn.                       | 1917           |
| Scleroderris pitya         | Sacc.                       | 1889           |
| Scleroderris repanda       | (Fr.) Sacc.                 | 1889           |
| Scleroderris rubi          | (Lib.) Massee               | 1895           |
| Scleroderris rubra         | Morgan                      | 1895           |
| Scleroderris sambucina     | Naumov                      | 1915           |
| Scleroderris sepiaria      | (P. Karst.) Sacc.           | 1889           |
| Scleroderris sollaeana     | Sacc. & Cavara              | 1900           |
| Scleroderris sumatrana     | E.K. Cash & Corner          | 1958           |
| Scleroderris syringae      | Sacc.                       | 1889           |
| Scleroderris vacciniorum   | Rehm                        | 1912           |
| Scleroderris vermicularis  | (Ces.) Sacc.                | 1889           |
| Scleroderris virescens     | Massee                      | 1896           |